# Lachlania pallipes
Lachlania pallipes is een haft uit de familie Oligoneuriidae. De wetenschappelijke naam van de soort is voor het eerst geldig gepubliceerd in 1883 door Eaton.
De soort komt voor in het Neotropisch gebied.